# Шіме Фантела
Шіме Фантела (хорв. Šime Fantela, нар. 19 січня 1986, Задар, Хорватія) — хорватський яхтсмен, олімпійський чемпіон 2016 року.

## Виступи на Олімпіадах
| Олімпіада           | Дисципліна | Місце |
| ------------------- | ---------- | ----- |
| Пекін 2008          | 470        | 9     |
| Лондон 2012         | 470        | 6     |
| Ріо-де-Жанейро 2016 | 470        | 1     |

## Зовнішні посилання
- Шіме Фантела — олімпійська статистика на сайті Sports-Reference.com (англ.) (архівна версія)

1. ↑  Sports-Reference.com